# Johann Ernst Hoyos-Sprinzenstein
Reichsgraf Johann Ernst Hoyos von Sprinzenstein, Freiherr von Stichsenstein (* 24. Februar 1779 in Horn, Niederösterreich; † 28. Oktober 1849 ebenda) war ein österreichischer Adliger, Offizier und Hofbeamter.

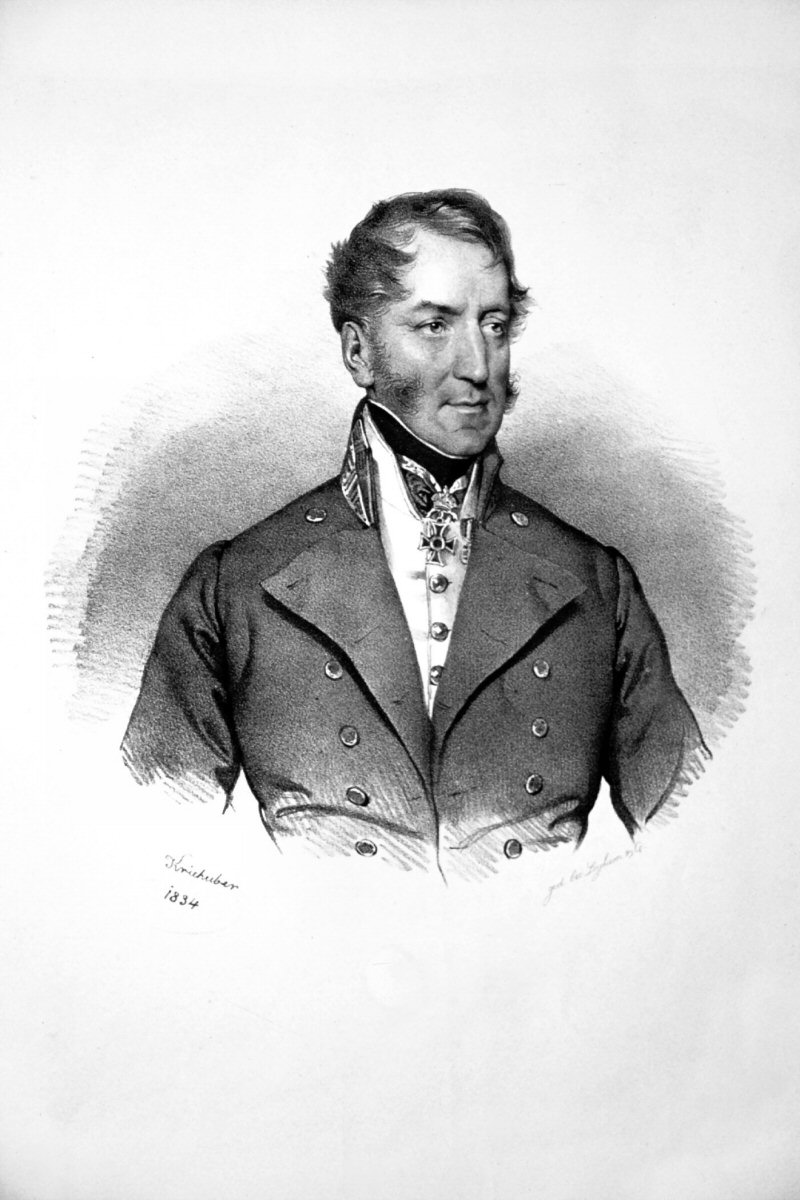
Johann Ernst Hoyos von Sprinzenstein, Lithographie von Joseph Kriehuber, 1834

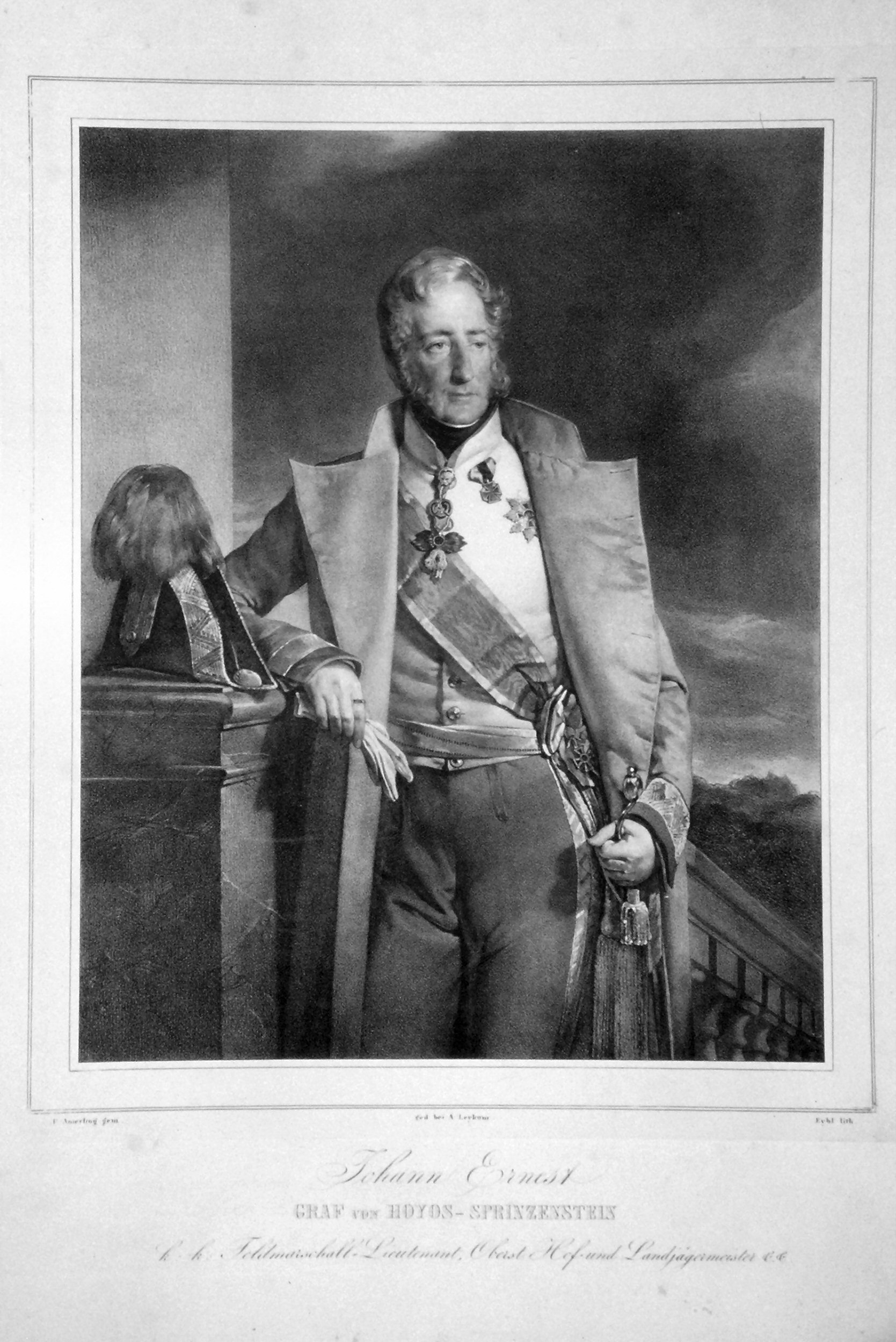
Johann Ernst von Hoyos-Sprinzenstein, Lithographie

## Leben
Johann Ernst Hoyos entstammte dem Adelsgeschlecht Hoyos, das im 16. Jahrhundert aus Spanien nach Niederösterreich eingewandert war (Juan de Hoyos kam um 1525 im Gefolge des späteren Kaisers Ferdinand I.).
Johann Ernst war Sohn des Grafen Johann Philipp Joseph (1747–1803) und dessen Gemahlin Maria Christina Prinzessin von Clary-Aldringen (1755–1821). Im Alter von 20 Jahren trat er in die österreichische Landwehr ein und wurde Kommandeur eines Bataillons, das er aus eigener Tasche unterhielt – er verteilte sogar die eigene Gage unter den Offizieren seines Bataillons. Mit seinem Bataillon nahm er an den Feldzügen von 1813, 1814 und 1815 in Italien und Frankreich teil. Im letztgenannten Jahre trat er als Oberst (ohne Gehalt) in die Armee ein. 1821 wurde er Wirklicher Geheimrat und dann Obersthofmeister des Königs Ferdinand V. von Ungarn (des späteren Kaisers Ferdinand I. von Österreich). 1826 erhielt er das Großkreuz des Leopold-Ordens, 1836 wurde er Ritter des Goldenen Vlieses und Generalmajor, um 1838 Feldmarschallleutnant.
Graf Hoyos war kein Berufssoldat, aber er nahm als Freiwilliger der Wiener Landwehr von 1809 bis 1815 an den Napoleonischen Kriegen teil. Er wurde Bataillonskommandant und nach Kriegsende erhielt er den Dienstgrad Oberst. In den Folgejahren war er in zivilen Funktionen und bei Hofe tätig. Er übernahm auch die Direktion der Forstlehranstalt in Maria Brunn. Von 1823 bis 1834 war er Obersthof- und Oberstjägermeister. 1834 wurde ihm der Rang eines Feldmarschallleutnants verliehen.

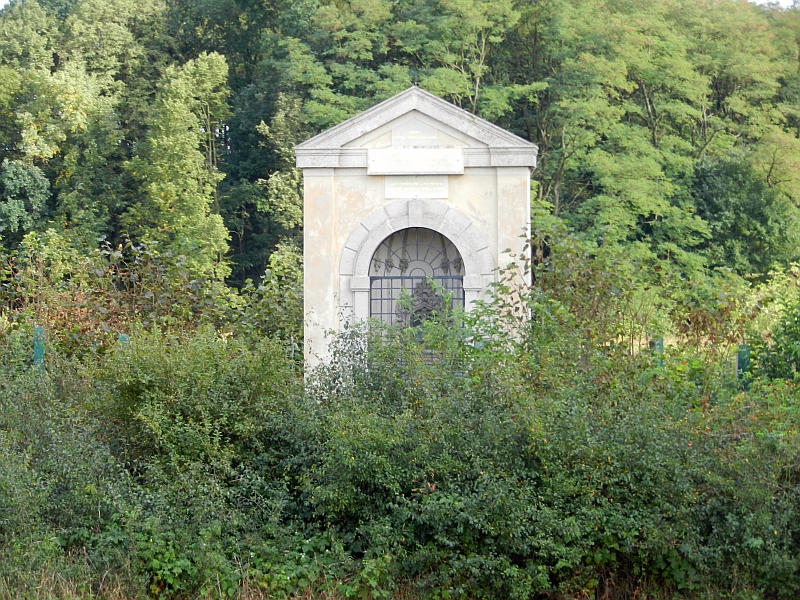
Die Gedächtniskapelle die an den Reitunfall von 1849 erinnert.

Nach dem Ausbruch der Märzrevolution in Wien wurde Hoyos, schon 70 Jahre alt, am 14. März 1848 zum Oberkommandanten der Wiener Nationalgarde ernannt, war aber mit seinen eher gemäßigten Methoden nicht in der Lage, Wien zu befrieden. In Konflikt mit radikalen Kräften trat er zurück, nahm jedoch nach einer Massenpetition seiner Anhänger seine Funktion wieder auf und wurde nach Innsbruck zum Kaiser entsendet, um diesen zur Rückkehr zu bewegen, den er nun bat, ihn von seiner Funktion zu entheben. Als er nach Wien zurückkehrte, wurde er am 27. Mai als Geisel unter die Aufsicht des revolutionären Bürgerausschusses gestellt. Er sollte für die Beibehaltung der Errungenschaften der Mairevolution verhaftet werden. Nach der Niederwerfung der Revolution wurde eine Untersuchung gegen ihn eingeleitet, die zu seiner Entlastung führte. Hoyos zog sich nun ins Privatleben auf sein Schloss bei Horn zurück, wo er am 23. Oktober 1849 einen Reitunfall im benachbarten Mold erlitt und an dessen Folgen verstarb. Eine Gedächtniskapelle an dieser Stelle erinnert heute daran.
Nach dem Aussterben der Linie Lamberg-Sprinzenstein erbte 1831 Johann Ernst gemäß dem Testament seines Vorfahren Ferdinand Max Graf von Sprinzenstein vom 21. Jänner 1671
den Fideicommiss und nannte sich seither Graf „Hoyos-Sprinzenstein“.

## Familie
Er heiratete am 3. Juni 1799 die Gräfin Marie Theresie von Schlabrendorf (* 16. August 1781; † 7. November 1862), einer Nichte des „Pariser Einsiedlers“ Gustav Graf von Schlabrendorf und Erbin der großen schlesischen Güter um die Schweinhausburg, die sie ihrem jüngsten Sohn Graf Rudolf vermachte. Der Ehe entstammten 2 Söhne und 6 Töchter:
- Maria (* 22. Juli 1800; † 4. Dezember 1882) ⚭ 1819 Graf Maximilian von Wallis (* 27. Juni 1789; † 30. Juli 1864)
- Heinrich Alfons Wilhelm Christian Josef Gabriel (* 24. März 1804; † 18. November 1854) ⚭ 1827 Gräfin Felicia von Zichy (* 2. September 1809; † 27. Juni 1880)
- Maria Christiane Ernestine Hypolita (* 13. August 1809; † 24. Februar 1884) ⚭ 1832 Freiherr Gordian Heinrich von Gudenus (* 10. Mai 1798; † 21. April 1894)
- Karoline (* 3. Mai 1811; † 19. April 1875) ⚭ 1828 Graf Franz Philipp von Lamberg-Stockerau (* 30. November 1790; † 28. September 1848)
- Theresia (* 30. Januar 1814; 1. Oktober 1831) ⚭ Graf Rudolph von Lamberg-Stockerau (* 11. Februar 1802; † 1880)
- Juliane (* 7. Juni 1816; † 16. Dezember 1871) ⚭ 1840 Graf Richard Joseph Hubert von Mirbach-Harff (* 24. August 1810; † 14. Dezember 1853)
- Sidonia (* 24. Juli 1818; † 24. Mai 1898) ⚭ 1846 Graf Prokop Udalrich Alois Lažanský-Bukova (* 7. April 1809; † 7. August 1875)
- Rudolf (* 9. November 1821; † 8. November 1896)

## Trivia und Ehrungen
Hoyos war insbesondere als Förderer der Forstwirtschaft und als „leutseliger“ Mensch bekannt.
Im Jahr 1900 wurde in Wien-Wieden (4. Bezirk) die Hoyosgasse nach ihm benannt.